# 黒白〜コクハク〜
『黒白〜忘れじの水底から〜』（コクハク〜わすれじのみなそこから〜）は、ZZYZX（ザイザックス）より2013年1月11日に発売されたスマートフォン向け女性向け恋愛アドベンチャーゲームである。

## ゲーム概要

### システム
メインはシナリオ分岐型アドベンチャーゲーム。プレイヤーは主人公（男女選択可）となり、Live2Dによって豊かに表情の変わる攻略対象達と会話を交わしながら、館の謎を解き明かし、自身の記憶を取り戻していく。本編EDは11種類+α。無料アップデートや追加シナリオ購入によって、選択肢もEDも増えていく。キャラクター攻略のあとのお楽しみは、毎日遊べるデートモード。Live2Dの魅力を活かした「タッチモード」と、キャラクター達の秘密を引き出す「会話モード」の二種類が楽しめる。タッチモードでは攻略対象の好感度によって反応が変わり、また、時間帯（朝昼夜）とデート場所によって違う会話が発生。時間、場所などの条件によって特別なイベントが発生することもある。また、「タッチモード」で攻略対象の衣装を「着せ替え」すると、シナリオ本編にも反映される。デートモードはリリース後、無料アップデートにて実装予定。
攻略キャラクターにはLive2Dが搭載され、攻略キャラクター達は会話に合わせて感情豊かに表情が変わる。

## あらすじ
事故で記憶を失った主人公のもとに、婚約者を名乗る男性が迎えに来る。
豪邸でよい暮らしを送ることになった主人公だが、胸の内にある言いようのない不安はだんだん大きくなっていった。
そして、主人公はその館の秘密を知ることになった。

## 登場人物
黒月（くろつき）
声 - 岡本信彦
館の"若様"である青年。無邪気で悪戯好きのようだが、毒舌家でもある。
白月（しらつき）
声 - 日野まり
館の"姫様"である女性で、主人公に対して積極的に接してくる。
鼠（ねずみ）
声 - 井上剛
館の執事。黒月と白月を大切に思っており、それが過保護な態度として現れることもある。
天草（あまくさ）
声 - 森優子
館のメイド長。黒月と白月を大切に思うがあまり、主人公と衝突する。

## Webラジオ
井上剛（鼠役）によるwebラジオ『黒白ラジオ～執事の秘密の部屋～』が2013年1月15日より音泉、ニコニコ動画、アニメイトTVにて配信された。リスナー参加型のラジオ。最新は毎週火曜配信、全4回。
放送期間（放送内容は全て同一）
- 音泉 - 2013年1月15日から2月5日まで
- ニコニコ動画 ザイザックスチャンネル - 2013年1月16日から2月7日まで
- アニメイトTV - 2013年1月22日から2月12日まで